# Bicycle Manufacturing Company

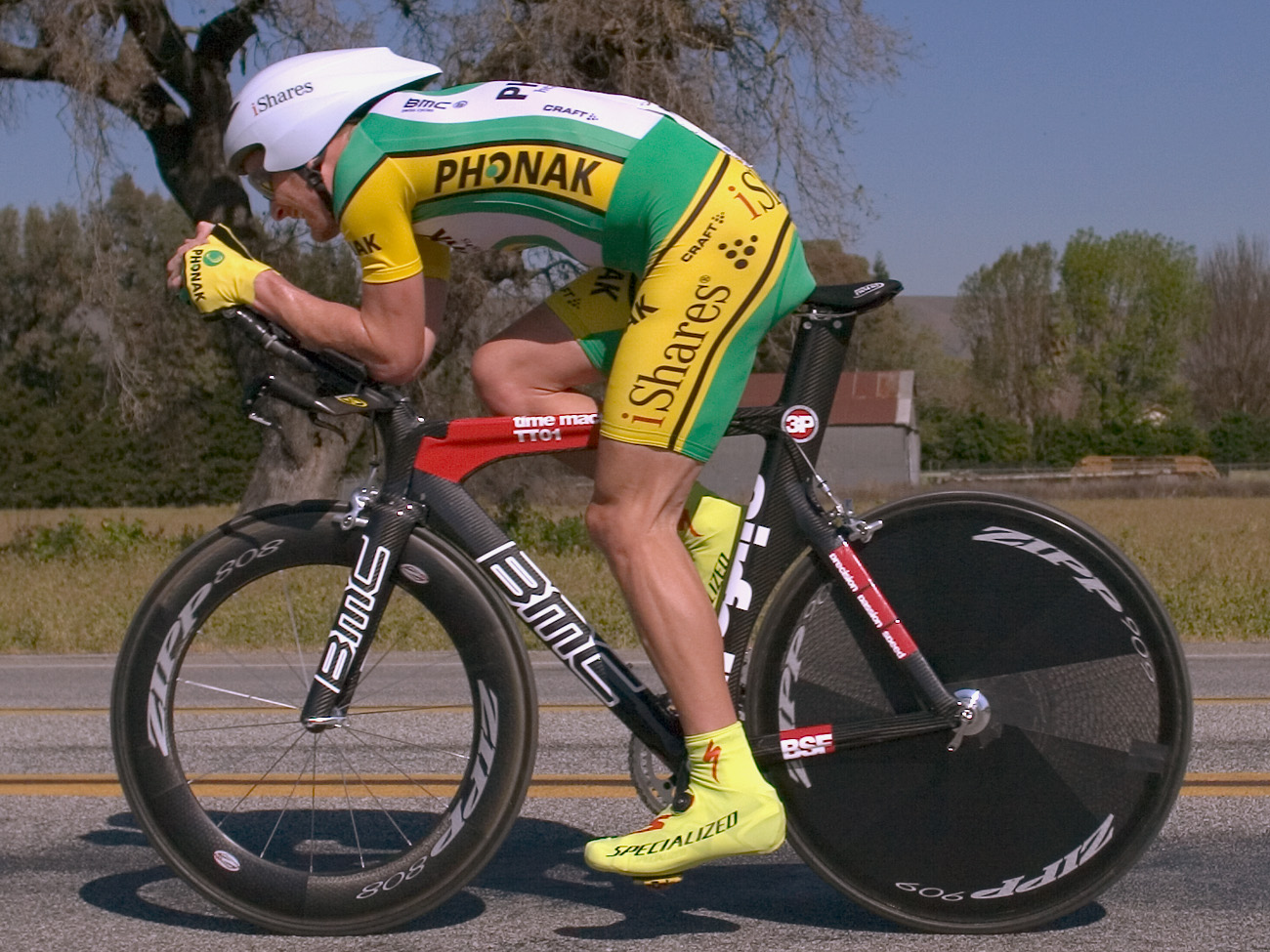
De Amerikaan Floyd Landis op een BMC.

Bicycle Manufacturing Company (vaak afgekort tot BMC) is een Zwitserse constructeur van racefietsen. BMC was van 2001 tot 2006 de officiële fietsenleverancier van de Zwitserse wielerploeg Phonak Hearing Systems. Na het opdoeken van dat team eind 2006 besloot BMC fietsen te leveren aan de Kazachse wielerploeg Astana. Na afloop van de Tour 2007 kwam echter ook aan deze samenwerking een einde.
BMC is niet alleen de fietsenleverancier van verschillende profploegen, het sponsort zelf ook een wielerploeg, het Amerikaanse BMC Racing Team.

## Ploegen
- BMC Racing Team
- BMC Development Team